# Peter Tauber
Peter Michael Tauber (Fráncfort; 22 de agosto de 1974) es un político alemán. Es miembro del partido de CDU. Desde 2009 es un MP del Bundestag alemán. El 16 de diciembre de 2013 fue nombrado secretario general del CDU, cargo que desempeñó hasta el 28 de febrero de 2018.

## Biografía
Después de graduarse en 1994 en Gelnhausen Tauber estudió historia medieval y moderna, filología alemana, y ciencia política en la Universidad Johann Wolfgang Goethe, interrumpido temporalmente por el servicio militar. En 2000 finalizó sus estudios como Magister Artium con distinciones. De 2000 a 2001 fue socio de investigación en la Universidad Goethe. De 2001 a 2003 fue director General Estatal de la unión Junge en Hesse, desde 2003 fue presidente de la Unión Joven en Hesse. De 2003 a 2004 fue asesor personal del ministro de cultura Karin Wolff. En 2007 logró un doctorado con Lothar Hiel. Escribió su tesis sobre la posición social y funcionalización ideológica de deportes en el Imperio alemán. Desde 2008 hasta las elecciones federales en 2009 sea portavoz de prensa de la empresa Deutsche Vermögensberatung. En 2008 tambiénse convirtió en un conferencista en el departamento de historia de la Universidad Goethe.
Tauber es miembro de la Unión Junge desde 1991, del CDU desde 1992. De 1993 a 2007 fue concejal en la ciudad de Wächtersbach. Desde 2005 también fue MP del consejo de condado (Kreistag) del Distrito de Meno-Kinzig. En 2008 fue elegido miembro del consejo de CDU Hesse. En 2009 fue elegido al Bundestag. El 16 de diciembre de 2013 fue nombrado preliminar como secretario general del partido de CDU por Angela Merkel. El 5 de abril de 2014 fue elegido en la convención del partido federal CDU. Tauber declaró después de su elección, el CDU necesitaba personas más jóvenes, más mujeres y más migrantes dentro de sus filas. Entre las especialidades de Tauber son políticas de las redes sociales, biopolicias y políticas sociales. Tauber sucedió a Hermann Gröhe, quién fue nombrado ministro de salud después de las elecciones federales. 
El 28 de febrero de 2018, Tauber fue sucedido como secretario general por Annegret Kramp-Karrenbauer.